# Sotto lo stesso cielo
Sotto lo stesso cielo è l'ottavo album  del cantautore Luca Barbarossa pubblicato nel 1996.
L'album include il brano Il ragazzo con la chitarra, che il cantautore romano ha portato in gara al Festival di Sanremo 1996.

## Tracce
1. Il ragazzo con la chitarra
2. Telemercenari
3. Stinco di santo
4. Ciberstrazio
5. Ali di cartone
6. Sette candele
7. Una canzone accanto
8. La mela e il serpente
9. Union Maid

## Formazione
- Luca Barbarossa - voce, chitarra acustica
- Lorenzo Feliciati - basso
- Vincenzo Mancuso - chitarra acustica, chitarra elettrica
- Claudio Storniolo - tastiera, pianoforte
- Francesco Puglisi - basso
- Rosario Jermano - percussioni
- Alberto Bartoli - batteria, percussioni
- Maurizio Dei Lazzaretti - batteria
- Mario Amici - armonica a bocca, chitarra acustica, cori
- Marilù Morreale, Roberta Petteruti, Marco D'Angelo - cori